# Bernardo Iñiguez del Bayo y de Pradilla
 (janvier 2025).
 (mai 2024).
Bernardo Iñiguez del Bayo y de Pradilla, né à Tudela en décembre 1641 et mort en 1693, est un militaire espagnol, commandant du galion Santo Cristo de Burgos de 1691 jusqu'à sa perte par naufrage au cours de l'hiver 1693.

## Biographie
Il est né à Tudela, fils de Miguel Íñiguez del Bayo, avocat à la cour royale de Navarre, et de María Pradilla, issue d'une famille noble basque. Il a été baptisé le 15 décembre 1646 dans la cathédrale Santa Maria de Tudela. En 1686, il se rendit au Mexique et, un an plus tard, devint alcade de San Luis Potosí. Cette ville était périodiquement victime de graves inondations et il supervisa la construction d'un long fossé, connu sous le nom de « La Zanja », construit dans le but d'évacuer l'excès d'eau. La ville ne disposant pas de fonds suffisants pour faire face aux travaux, il a financé plus de la moitié des coûts par ses propres moyens. À la fin de son mandat de maire, il est nommé commandant du régiment de cavalerie stationné à Mexico et reçoit en 1689 le titre de chevalier de l'ordre de Santiago. En 1691, bien qu'il n'ait aucune expérience de la navigation, il est nommé capitaine du galion Santo Cristo de Burgos par le vice-roi de Nouvelle-Espagne, en remplacement du capitaine Francisco de Arocha. La même année, il ramène le galion à Manille, où il arrive en juillet, porteur d'une subvention de la Couronne espagnole s'élevant à 131 504 pesos pour l'entretien de la colonie des Philippines, et de 24 028 pesos pour les salaires des ecclésiastiques et les fonds supplémentaires pour les résidents.
Le 30 juin 1692, le Santo Cristo de Burgos quitte Cavite pour un nouveau voyage vers Acapulco, avec une cargaison enregistrée d'une valeur de 256 666 pesos, après avoir payé l'almojarifazgo (droits commerciaux pour le galion) basé sur 3 % de la valeur de la cargaison, s'élevant à 7 700 pesos, juste avant le départ. Del Bayo a reçu un salaire de 4 125 pesos, tandis que le Trésor a versé 14 524 pesos supplémentaires à un nombre indéterminé d'officiers, trente-six canonniers, quatre-vingts marins, vingt-quatre hubbies espagnols et soixante autres personnes à bord du navire. Le premier pilote du galion était Juan Quintero. Le Santo Cristo de Burgos arriva à l'embouchure du détroit de San-Bernardino le 14 septembre, bien plus tard que prévu, et le 7 novembre, il essuya une terrible tempête et perdit ses trois mâts. Fortement endommagé, et après une navigation de fortune de cinq semaines, le galion débarque dans la baie de Naga le 18 décembre.
Sur décision des fonctionnaires de la Real Hacienda, les marchandises embarquées sur le galion furent débarquées afin de compléter les réparations nécessaires, et comme aucun autre galion n'était parti pour Acapulco cette année-là, le retour au port du Santo Cristo de Burgos causa un préjudice financier si énorme à la colonie des Philippines que les autorités espagnoles firent un procès au capitaine et à une partie de l'équipage. L'enquête établit qu'une partie du mât de misaine a été mal construite et que les voiles sont trop grandes pour le mât et le gréement. De plus, Del Bayo accuse ouvertement le premier pilote de négligence et d'ivresse en service, lequel se défend en accusant le maître d'équipage Pedro Flores d'avoir utilisé des cordages de gréement inappropriés. Après un long interrogatoire des témoins, le verdict des officiels disculpe totalement le capitaine de l'arribada, jugeant Quintero coupable d'avoir choisi la mauvaise route et de ne pas avoir pris les précautions indispensables, le privant de son droit d'exercer son métier de pilote de galion et l'exilant définitivement des Philippines.
Après les réparations, qui coûtent 13 175 pesos, le navire est prêt à reprendre la mer. L'équipage, toujours sous le commandement de del Bayo y de Pradilla, se compose de 30 canonniers et de moins de deux cents marins. Il y avait également seize passagers, dont six prêtres des ordres des Augustins, des Dominicains et des Jésuites, ainsi que des marchands et des militaires. Le premier pilote était Guillermo del Águlla.
Selon la correspondance entre les fonctionnaires espagnols de l'époque, le Santo Cristo de Burgos a quitté les Philippines en 1693 avant d'embarquer toutes les provisions et tous les membres d'équipage afin d'éviter de payer les taxes et les obligations liées au retour au port en 1692. Le capitaine du Bayo y de Pradilla a laissé une trentaine de membres d'équipage, soit 10 % du personnel, tous indispensables sur un galion de Manille au port. Le navire n'a jamais atteint sa destination, disparaissant en mer avec tout son équipage. 
La nouvelle de la perte du galion a été rapportée par l'aventurier italien Giovanni Francesco Gemelli Careri dans son livre Giro del Mondo [[Voyage autour du monde] publié en 1697.